# 4 (nombre)
Pour les articles homonymes, voir Quatre (homonymie) et 4 (chiffre).
4 (quatre) est l'entier naturel qui suit 3 et qui précède 5.
Le préfixe du Système international pour 4 est tétra.

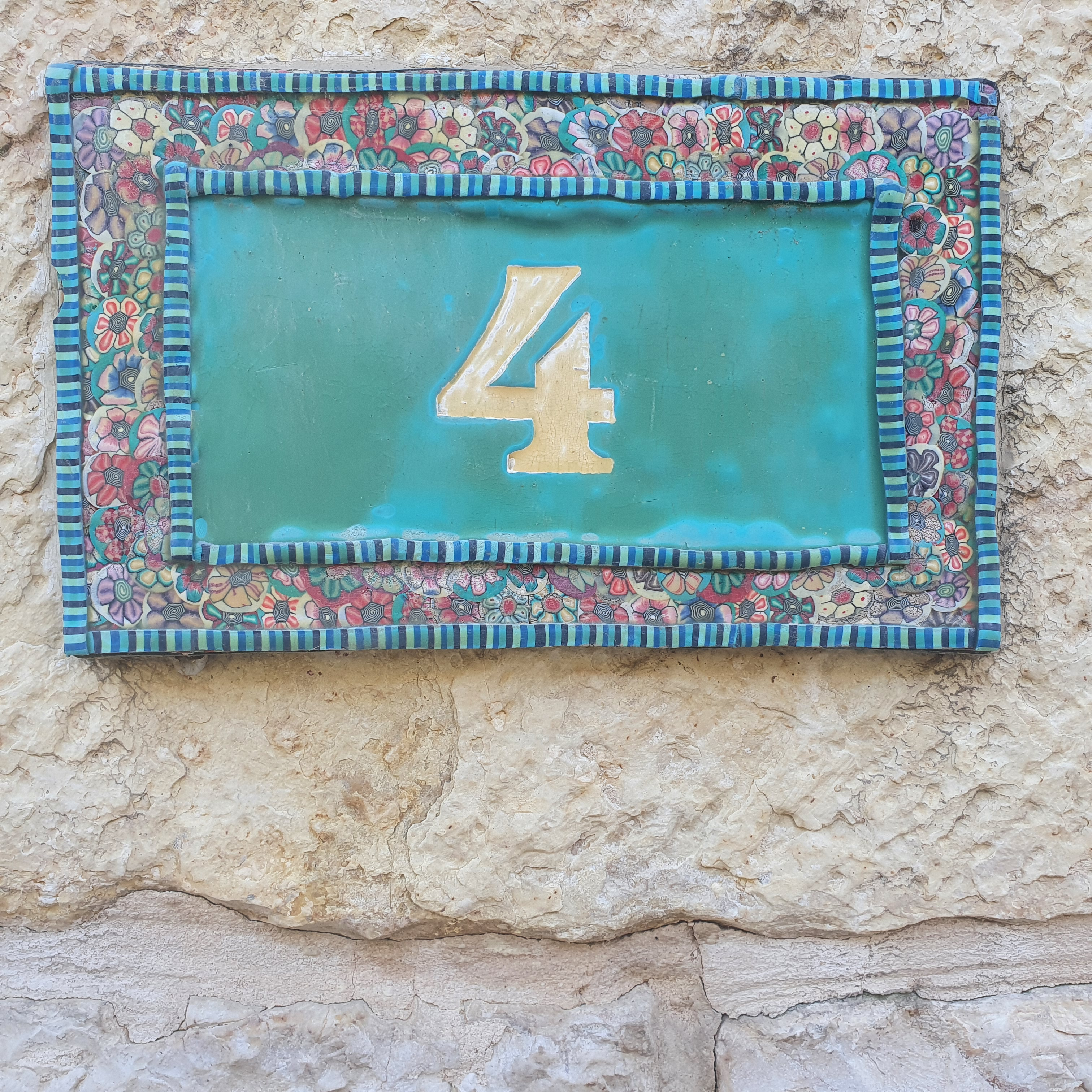
4

## Écriture
La plupart des systèmes de numération possèdent un chiffre pour signifier le nombre quatre.

Le terme « chiffre » désigne ici le signe scriptural utilisé pour écrire des nombres ou des numéros. Le terme « nombre » se réfère, quant à lui, à l’objet mathématique en tant que quantité et aux concepts qui s’y rapportent.

### Chiffre arabe
Le chiffre « quatre », symbolisé « 4 », est le chiffre arabe servant notamment à signifier le nombre quatre.
Lorsqu’il intervient dans une séquence de chiffres d’une notation positionnelle comme la numération indo-arabe, il en fixe la mantisse entière pour l’exposant de puissance implicitement fixée par le rang qu’il occupe dans la séquence.[pas clair]

### Autres chiffres actuels
Le chiffre « 4 » n'est pas le seul utilisé dans le monde ; un certain nombre d'alphabets — particulièrement ceux des langues du sous-continent indien et du sud-est asiatique — utilisent des chiffres différents, même au sein de la numération indo-arabe.
| Alphabet   | Chiffre | Alphabet | Chiffre | Alphabet  | Chiffre | Alphabet | Chiffre |
| ---------- | ------- | -------- | ------- | --------- | ------- | -------- | ------- |
| Amharique  | ፬       | Persan   | ۴       | Bengalî   | ৪       | Birman   | ၄       |
| Devanagari | ४       | Gujarati | ૪       | Gurmukhî  | ੪       | Kannara  | ೪       |
| Khmer      | ໔       | Latin    | 4       | Malayalam | ൪       | Oriya    | ୪       |
| Tamoul     | ௪       | Télougou | ౪       | Thaï      | ๔       | Tibétain | ༤       |

## En mathématiques
4 est :
- le plus petit nombre composé ;
- un nombre hautement composé ;
- le deuxième nombre carré, nombre triangulaire centré, nombre puissant et nombre tétraédrique ;
- le seul nombre composé égal à la somme de ses facteurs premiers donc le plus petit nombre de Smith ;
- le plus petit nombre composé non brésilien ;
- un nombre de Motzkin ;
- le quatrième nombre de Lucas ({\displaystyle {\mathcal {L}}_{3}}) ;
- le seul carré qui suit un nombre premier ;
- l'unique nombre non nul x tel qu'il existe un nombre y tel que x = y + y = y × y. En continuant le motif avec les puissances itérées de Knuth, on a même :{\displaystyle 4=2+2=2\times 2=2^{2}=2\uparrow \uparrow 2=2\uparrow \uparrow \uparrow 2}et ainsi de suite, pour tout nombre de {\displaystyle \uparrow } ;
- un nombre Harshad complet ;
- un nombre semi-méandrique ;
- l'ordre du plus petit groupe non cyclique (le groupe de Klein) et des plus petits groupes non triviaux qui ne sont pas simples.

Une figure plane de quatre côtés est un quadrilatère, quelquefois appelé sous forme grecque tétragone (cas particulier : trapèze).
Un solide de quatre faces est un tétraèdre. Un tétraèdre régulier est le plus simple des solides de Platon. Il peut aussi être appelé un 3-simplexe, il possède quatre faces triangulaires et quatre sommets.
Le théorème des quatre couleurs, démontré en 1976, établit qu'un graphe planaire (ou, de manière équivalente, une carte plate à deux dimensions avec des régions, telles que les pays) peuvent être colorées en utilisant au plus quatre couleurs, donc les régions adjacentes sont toujours de couleurs différentes (trois couleurs ne sont pas suffisantes en général).
Le théorème des quatre carrés de Joseph-Louis Lagrange établit que tout entier naturel peut être écrit sous la forme d'une somme de quatre carrés (trois ne sont pas toujours suffisants).
Un entier naturel est divisible par 4 si et seulement s’il est la différence des carrés de deux entiers naturels de même parité, car (m + n)2 – (m – n)2 = 4mn.
Les puissances entières successives de 4 sont : 1, 4, 16, 64, 256, 1024, 4096…

## Symbolisme
- Le nombre des nobles vérités dans la croyance bouddhiste.
- Les quatre éléments de la Grèce classique sont le feu, l'air, l'eau et la terre.

### Chez les Premières Nations
Le chiffre 4 est le grand chiffre magique de toutes les civilisations d'Amérique centrale : 4 âges pour la terre, 4 saisons, 4 races, 4 groupes sanguins, 4 points cardinaux, 4 couleurs de références (variables selon les tribus), 4 animaux symboles de pouvoir (ours, aigle, souris, bison), 4 montagnes pour marquer leur territoire, 4 faces pour les pyramides, etc..

### En Asie de l'Est
- Dans les régions d'Asie de l'Est et plus particulièrement en Chine, à Taïwan, au Japon et en Corée existe une superstition très commune, la tétraphobie ou aversion/peur du chiffre 4[1]. La prononciation du mot chinois quatre (chinois : 四 ; pinyin : sì ; cantonais Jyutping : sei3, rōmaji : shi) est similaire au mot mort (chinois : 死 ; pinyin : sǐ ; cantonais Jyutping : sei2, rōmaji : shi) dans de multiples parlers chinois. D'une manière similaire, les mots sino-japonais et sino-coréens de quatre, shi (四?, se prononce aussi yon) et sa (en coréen : 사), ressemblent à l'identique au mot mort dans chacune de ces langues (voir numération coréenne et numération japonaise).

En raison de cela, beaucoup de numéros de série évitent le « quatre » : c'est-à-dire qu'il n'existe pas de série commençant par 4 ; par exemple, les PDA sous Palm OS, les téléphones portables Nokia etc. De même, les bâtiments ayant plus de 4 étages ne comportent pas de 4e étage, il est souvent évité ou remplacé par 3A ou 3B. Ainsi, dans les ascenseurs en Asie de l'Est, il n'existe pas de bouton reliant directement ledit 4e étage.
- En Extrême-Orient, le nombre 4 évoque le chaos. 4 est un chiffre porte-malheur car il symbolise la mort[2]. Trinh Xuan Thuan souligne que lorsque la croissance annuelle dépasse 3,57, le chaos prend le dessus[3].

## Dans d'autres domaines

### Littérature
- Quatre est un personnage de la saga Divergente, de Veronica Roth.Il est aussi nommé Tobias Eaton.

### Musique
- Quatre est le nombre de membres des Beatles appelés « Fab Four ».

### Numérotation
- 04 est le no  du département français des Alpes-de-Haute-Provence.
- Le numéro atomique du béryllium.
- Ligne 4
- Une quarte est un intervalle de quatre notes dans la gamme. Elle peut être juste (2 tons 1/2) ou augmentée (3 tons, appelée aussi quinte diminuée ou triton).

### Comptage
4 est :
- Le nombre d'enseignes dans les cartes de jeu (cœur, carreau, pique et trèfle).
- Le nombre de saisons en astronomie (printemps, été, automne, hiver). Pour le climat, la division en quatre est arbitraire : les Américains ajoutent un été indien, ils distinguent Autumn et Fall.
- Le nombre de cavaliers de l'Apocalypse
- Le nombre d'éléments dans la conception occidentale (eau, air, terre, feu)
- Tétramorphe

### Toponymes
- Quatre Bornes : ville de Maurice
- Quatre-Bras de Baisy-Thy : carrefour routier de Belgique où a eu lieu la bataille des Quatre-Bras
- Quatre Bras de Tervueren : carrefour routier de Belgique
- Quatre Chemins : carrefour à Plestin-les-Grèves en Bretagne et à Vichy en Auvergne, France
- Quatre-Cantons : lac de Suisse
- Quatre-Champs : commune française des Ardennes
- Quatre-Routes-du-Lot : commune française du Lot
- Quatre-Vents : ancienne commune française de la Meuse

### Créations artistiques

#### Cinéma
- 4 (en) (Четыре) est un film russe réalisé en 2005 par Ilya Khrzhanovsky.

#### Musique
- 4 est le 4e album studio du groupe de rock Foreigner.
- 4 est le 4e album studio du groupe de rock Los Hermanos.
- 4 est le 4e album studio du supergroupe de smooth jazz Fourplay.
- 4 est le 4e album studio de la chanteuse Beyoncé.
- Qu4tre est le 4e album studio du chanteur Thomas Fersen.

#### Sculpture
- Les Quatre Colonnes, sculpture de l'architecte catalan Josep Puig i Cadafalch sur la montagne de Montjuïc, à Barcelone.

### Groupements politiques
- Groupe des quatre, alliance entre quatre pays.
- Bande des Quatre, groupe de dirigeants chinois.

### Marques et technologies
- G4  a plusieurs sens, dont celui de quatrième génération (ou 4G) d'une technologie.
- 4L ou Renault 4 est le nom donné à une voiture construite par Renault.
- 4R est un code d'immatriculation des aéronefs attribué par l'OACI
- 4X  a plusieurs sens.
- C4 est le nom donné à une voiture construite par PSA Peugeot Citroën.
- 4×4  a plusieurs sens, dont celui de véhicule tout-terrain à quatre roues motrices.

### Autres concepts
- Quatrième dimension  a plusieurs sens.
- Dans l'alphabet morse, le chiffre 4 est codé par « ····- ».
- Les quatre quatre, problème arithmétique récréatif avec le chiffre quatre.